# 羅碧芝
羅碧芝（Law Bik Chi），生於香港，女性足球裁判。

## 早年生活
羅碧芝生於英屬香港，自小已熱愛體育，曾贏過香港學界精英排球冠軍。成年後曾參加有線電視主辦的評述員比賽。

## 球證生涯
在修讀足球教練和裁判班時，羅碧芝發現對裁判工作的樂趣。
2018年5月，她出版書籍《足球芝道 - 我是女裁判Gigi》，講述她的成長路。